# La foresta magica
La foresta magica (El bosque animado) è un film d'animazione in CGI spagnolo del 2001, diretto da Angel de la Cruz e Manolo Gómez, e basato sul racconto del 1943 El bosque animado di Wenceslao Fernández Flórez.

## Trama
In una foresta magica tutti gli animali e le piante parlano ed interagiscono fra loro. Essi vogliono mantenere l'essere umano estraneo da questo segreto, ma il signor e la signora d'Abondo rapiscono la talpa Linda, di cui Furi è innamorato. Così quest'ultimo si mobilita con gli amici della foresta per salvarla.

## Produzione
È il primo film europeo realizzato interamente in 3D.

## Distribuzione
Il film è stato distribuito in Italia a partire dal 2 gennaio 2003.

## Riconoscimenti
- 2002 – Carrousel international du film de Rimouski
  - Miglior film d'animazione
- 2002 – Chicago International Children's Film Festival
  - Miglior film d'animazione
- 2002 – Fantasporto
  - Critics' Award
  - Miglior film d'animazione
- 2002 – Premio Goya
  - Miglior film d'animazione
  - Miglior canzone (Tu bosque animado di Luz Casal e Pablo Guerrero)